# Aulacolambrus hystricosus
Aulacolambrus hystricosus is een krabbensoort uit de familie van de Parthenopidae. De wetenschappelijke naam van de soort is voor het eerst geldig gepubliceerd in 2003 door S. H. Tan & Ng.